# Новатек
Новатек — російська газова компанія, родом з міста Новокуйбишевськ Самарської області, другий за обсягами видобутку виробник природного газу та найбільший виробник скрапленого природного газу в Росії. Повне найменування — Товариство з обмеженою відповідальністю «Новатек». Штаб-квартира — в місті Тарко-Сале (Ямало-Ненецький автономний округ).
Компанія розробляє проєкт «Арктик ЗПГ-2». У листопаді 2023 року Помічник держсекретаря США з питань енергетики Джеффрі Паєтт заявляв, що Вашингтон має за меті «задушити» цей російський проект.

## Діяльність
«Новатек» веде видобуток на Юрхаровському, Східно-Таркосалинському, Ханчейському та інших родовищах Ямало-Ненецького автономного округу. Володіє ліцензіями на Геофізичне і Салманівське родовища.
Також компанії належить завод по стабілізації і переробці газоконденсату в Тарко-Сале, транспортна компанія «Новатек-Трансервіс». Також в місті Новокуйбишевську: завод «Новатек-Полімер» (випускає поліпропіленову плівку, трубоізоляційні матеріали, пластикові труби, кабельну ізоляцію, ПВХ-профіль, пластикові вікна) і будівельна компанія «Нова» (колишній Державний союзний трест «Куйбишевтрубопроводстрой»).
Компанія будувала завод із виробництва установок СПГ в Білокам'янці на Баренцевому морі, станом на кінець 2024 року будівництво практично повністю зупинилося. Нічне освітлення на заводі було найнижчим із 2019 року.

## Історія, санкції
З 2007 компанія володіє 50 % участі в концесії на розвідку і розробку вуглеводнів на шельфовому блоці Ель-Аріш в Єгипті.
2023 року, через введені санкції, компанія оголосила про форс-мажорні обставини.
Один із заводів компанії знаходиться на узбережжі Балтійського моря, у січні 2024 року він припиняв роботу після атаки безпілотників на морський термінал у селищі Усть-Луга в Ленінградській області РФ.
До початку 2024 року Новатек створив команду в КНР для продажу газу в обхід санкцій. Робота в КНР може допомогти Новатеку знайти клієнтів для проєкту «Арктик СПГ-2» після введення санкцій США.
У серпні 2024 року США розширили санкції проти РФ, під санкції потрапила й ТОВ «Екропромстрой», дочірня компанія Новатеку, якій передано 40 % ТОВ «Арктик СПГ-2». У вересні Індія відмовилася купувати російський газ із проекту «Арктик СПГ 2».
У жовтні 2024 року РФ організовувала перевалку СПГ між суднами у Баренцевому і Беринговому морях з метою обходу санкцій. Це мало дозволити вивільнити більше танкерів льодового класу для компанії «Новатек».
У листопаді 2024 року проект «Арктик ЗПГ-2» скоротив виробництво скрапленого газу на 90 % через санкції. Намагаючись обійти санкції, старший виконавчий директор і член правління Новатеку Денис Соловйов у грудні 2024 року відвідав Вашингтон, щоб почати роботу з лобістською компанією. Лобісти мали звернутися до урядових структур для зняття санкцій.
1 травня 2025 року президент Зеленський ввів санкції проти компанії.

## Власники
Частки акціонерів «Ямал СПГ» розподілені так: «Новатек» — 60 %, Total — 20 % CNPC — 20 %. Операція дістала необхідні схвалення російських, європейських та китайських регуляторів в кінці грудня 2013 року.
Станом на квітень 2023 року 19,4 % акцій компанії належали французькій енергетичній компанії TotalEnergies.